# Hannelore Schroth
Pour les articles homonymes, voir Schroth.
Hannelore Schroth, née à Berlin le 10 janvier 1922 et morte à Munich le 7 juillet 1987, est une actrice et chanteuse allemande.

## Biographie
Hannelore Schroth, fille des acteurs Käthe Haack et Heinrich Schroth a suivi une formation d’actrice à Lausanne jusqu’en 1938. Son demi-frère est l'acteur Carl-Heinz Schroth. Son premier mari est Carl Raddatz, elle épouse ensuite le scientifique, cinéaste et réalisateur de documentaires Hans Hass avec qui elle a un enfant, lui aussi prénommé Hans (de) (1946-2009), acteur et compositeur. Son autre fils, Christoph Kantapper Köster (1953-2012) est né de son troisième mariage avec l'avocat et producteur de films Peter Köster.
Hannelore Schroth est décédée le 7 juillet 1987 à l'âge de 65 ans dans son appartement à Munich d'une insuffisance cardiaque . Elle a été enterrée à côté de sa mère Käthe Haack, décédée l'année précédente, au cimetière boisé de la Heerstraße (Waldfriedhof Heerstraße) dans le quartier berlinois actuel de Berlin Westend.

### Carrière
Enfant, elle joue pour la première fois avec sa mère. Puis, parmi les nombreux films qui suivirent, elle incarne Anna Altmann dans Sous les ponts, réalisé par Helmut Käutner avec Gustav Knuth et Carl Raddatz. Malgré de nombreux rôles au cinéma et à la télévision, elle poursuit son chemin sur les planches et reçoit des engagements théâtraux à Vienne, Düsseldorf, Hambourg, Berlin et Munich. Elle reçoit en 1969 le Hersfeld-Preis pour ses prestations théâtrales et le Filmband in Golden 1980 pour ses prestations cinématographiques.
En outre, Hannelore Schroth est actrice de doublage . Elle prête sa voix notamment à Paulette Goddard dans Le dictateur, à Shirley MacLaine dans Irma la Douce ou à Elizabeth Taylor dans Qui a peur de Virginia Woolf ? Elle chante des chansons françaises et sort plusieurs disques, des lectures d'œuvres d'Ephraim Kishon avec Friedrich Torberg.

## Filmographie partielle
- 1931 : Dann schon lieber Lebertran de Max Ophüls (court métrage) : Ellen
- 1939 : Spiel im Sommerwind : Änne Osterkamp
- 1939 : Der Gouverneur : Ebba
- 1939 : Kitty und die Weltkonferenz : Kitty
- 1940 : Die Räuber
- 1940 : Weißer Flieder : Anni Rössler
- 1940 : Friedrich Schiller - Le triomphe d'un génie (Friedrich Schiller – Der Triumph eines Genies) de Herbert Maisch : Laura Rieger
- 1941 : Kleine Mädchen - große Sorgen : Ursula, ihre Tochter
- 1941 : Menschen im Sturm : Marieluise Kornberg, Veras Tochter aus erster Ehe
- 1942 : Sieben Jahre Glück : Hella Jüttner
- 1943 : Sophienlund : Gabriele Eckberg
- 1943 : Liebesgeschichten : Felicitas / Beate Rechenmacher
- 1943 : Die schwache Stunde : Marion Austerlitz
- 1944 : Eine Frau für drei Tage : Lisa Rodenius
- 1944 : Seinerzeit zu meiner Zeit : Ingrid Peters
- 1946 : Sous les ponts : Anna Altmann
- 1947 : Das singende Haus : Melanie, seine Tochter
- 1949 : Hallo - Sie haben Ihre Frau vergessen : Vera, seine Frau
- 1949 : Lambert fühlt sich bedroht : Maria
- 1949 : Derby : Barbara Hessling
- 1949 : Kätchen für alles : Kätchen
- 1950 : Die wunderschöne Galathee : Leni Fink
- 1950 : Taxi-Kitty : Kitty Grille
- 1951 : Unschuld in tausend Nöten : Eva
- 1951 : Kommen Sie am Ersten : Inge Imhof
- 1951 : Das unmögliche Mädchen : Frl. Bimbi
- 1952 : Der Fürst von Pappenheim : Stefanie Vernon
- 1953 : Tobias Knopp, Abenteuer eines Junggesellen (voix)
- 1953 : Die Tochter der Kompanie : Tony (German version)
- 1956 : Vor Sonnenuntergang : Ottilie Klamroth, geb. Clausen
- 1956 : Le Capitaine de Köpenick (Der Hauptmann von Köpenick) de Helmut Käutner : Mathilde Obermüller
- 1956 : ...wie einst Lili Marleen : Klärchen Müller
- 1956 : Geliebte Corinna : Dagmar Mansfeld
- 1957 : Die Freundin meines Mannes : Gabriele Roscher
- 1958 : Italienreise - Liebe inbegriffen : Frl. Herzberg
- 1958 : Der Mann, der nicht nein sagen konnte : Eva Träumer
- 1959 : Alle lieben Peter : Sylvia, Peters Mutter
- 1960 : Liebling der Götter : Uschi Gunzel
- 1960 : Himmel, Amor und Zwirn : Madame Riffi
- 1964 : Polizeirevier Davidswache (de) : Margot
- 1971 : Wir hau'n den Hauswirt in die Pfanne : Mathilde Zwicknagel
- 1971 : Emil i Lönneberga de Olle Hellbom : Mme Petrell
- 1972 : Le Nouveau Caprice d'Emil i Lönneberga (Nya hyss av Emil i Lönneberga) de Olle Hellbom : Mme Petrell
- 1973 : Emil et le Porcelet (Emil och griseknoen) de Olle Hellbom : Mme Petrell
- 1976 : Bomber & Paganini : Mama Sekulovich
- 1978 : Zwischengleis : Frau Almany
- 1979 : Lucky Star : Oma Hedwig
- 1980: Inspecteur Derrick, saison 7 – épisode 9 (Le témoin/Zeuge Yurowsk) : Helene Yurowski [3]
- 1984 : Friedliche Tage
- 1984 : Inspecteur Derrick, saison 11 - épisode 9 (Le Testament / Angriff aus dem Dunkel) : Madame Rootz
- 1987 : Herz mit Löffel

## Prix
- 1969 : Hersfeld-Preis
- 1980:  Filmband in Golden